# آراسان (آلماتی)
آراسان (به قزاقی: Arasan) یک منطقهٔ مسکونی در قزاقستان است که در شهرستان آق‌سو، آلماتی واقع شده‌است. آراسان ۱٬۷۵۸ نفر جمعیت دارد.